# Nửa không nhìn thấy được của Mặt Trăng

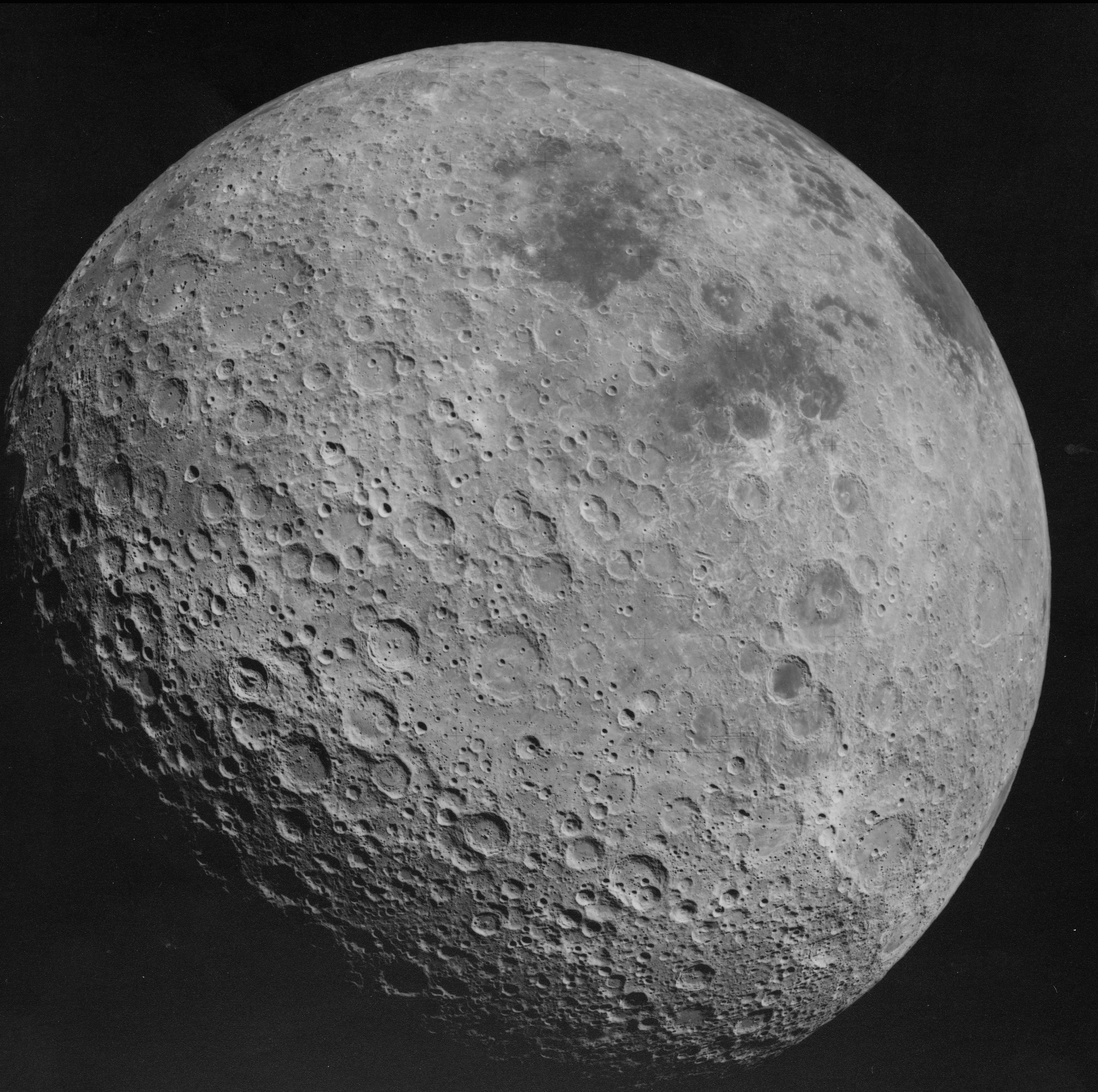
Nửa không nhìn thấy được của Mặt Trăng do Apollo 16 chụp.

Nửa không nhìn thấy được của Mặt Trăng, còn gọi là mặt khuất, mặt xa hay mặt sau của Mặt Trăng (đôi khi được biết đến với cái tên không đúng là mặt tối của Mặt Trăng, vì không có mặt nào mãi mãi chịu cảnh tối cả) là bán cầu của Mặt Trăng luôn quay lưng lại Trái Đất. Địa hình của nửa này khá gồ ghề với vô số miệng núi lửa tác động và tương đối ít hố bằng phẳng. Nó có một trong những miệng núi lửa lớn nhất trong hệ mặt trời, lưu vực Nam Cực - Aitken. Cả hai nửa của mặt trăng đều trải qua hai tuần có ánh sáng mặt trời sau đó là hai tuần chìm trong đêm tối; nửa này đôi khi được gọi là "mặt tối của Mặt trăng", có nghĩa là không nhìn thấy được từ Trái Đất, chứ không phải vì thiếu ánh sáng.
Khoảng 18% của nửa này của Mặt Trăng đôi khi được nhìn thấy từ Trái Đất do hiệu ứng đu đưa của Mặt Trăng. 82% còn lại vẫn chưa được quan sát cho đến năm 1959, khi tàu thăm dò không gian Luna 3 của Liên Xô chụp ảnh được. Viện Hàn lâm Khoa học Liên Xô đã xuất bản bản đồ đầu tiên ở nửa này vào năm 1960. Năm 1968, các phi hành gia của tàu vũ trụ Apollo 8 là những người đầu tiên quan sát trực tiếp vùng này khi họ bay quanh Mặt Trăng. Cho đến nay, chưa có người nào từng đứng trên nửa bề mặt này của Mặt Trăng.
Các nhà thiên văn học đã đề nghị lắp đặt một kính viễn vọng vô tuyến lớn ở nửa bên này của Mặt Trăng, nơi Mặt Trăng sẽ che chắn nó khỏi sự can thiệp sóng vô tuyến có thể xảy ra từ Trái Đất.